# Grupos de Intervención y Neutralización
Los Grupos de Intervención y Neutralización (GIN), son las unidades de intervención especializadas de la Gendarmería Nacional de Argelia, estos grupos, forman parte de las unidades de intervención de primer grado que se unen a las Secciones de Seguridad e Intervención (SSI) de la Gendarmería, forman parte de las unidades de élite de la Gendarmería, junto con el Destacamento Especial de Intervención (DEI), y las Secciones de Seguridad e Intervención (SSI).

## Historia
Los Grupos de Intervención y Neutralización, se crearon inicialmente en 2009, la primera unidad se creó en la provincia de Sidi Bel Abbes. A partir de 2013, la mayoría de las unidades actuales se crearon, a raíz de la reorganización de los GIN requerida por el mando de la Gendarmería Nacional, por lo que se amplió el marco de su misión y se modificó su organización.
El GIN pertenece a los Grupos de Intervención (GI), la unidad de policía antidisturbios y orden público de la gendarmería, los grupos están estacionados en la sede de los GI. 
Las unidades de los GIN se pueden encontrar en las provincias de Sidi Bel Abbes, Argel, Blida, 
Jijel, Tipasa, y en toda Argelia, y trabajan conjuntamente con las Secciones de Seguridad e Intervención (SSI). 
Las unidades de las SSI y de los GIN, son bastante similares en términos de equipamiento y la población las confunde fácilmente, sin embargo, sus misiones son distintas.

## Organización
Los GIN se posicionan dentro de las unidades de intervención repartidas por toda Argelia, cada grupo tiene varias unidades especializadas, como unidades de perros policía (K-9), unidades de liberación de rehenes y unidades de aplicación de la ley.

## Misiones
Las misiones de los GIN son: 
- Apoyar a las unidades policiales y a los antidisturbios, durante manifestaciones o eventos.

- Apoyar a las brigadas territoriales, para contribuir a la seguridad y preservación del orden público.

- Ofrecer apoyo operativo a los miembros del Destacamento Especial de Intervención (DEI) o a la Fuerza de tareas (Task force).

- Luchar contra el narcotráfico.

- Intervenir en situaciones de desorden público.

- Detener a grupos y bandas delictivas.

- Escoltar a detenidos peligrosos o personas muy importantes.

- Luchar contra el terrorismo yihadista y liberar a los rehenes.

- Detener a delincuentes peligrosos.

## Formación y entrenamiento
Los miembros de GIN son reclutados directamente en las unidades de los GI o en las Brigadas de la Gendarmería. Los GIN, son entrenados por el Destacamento Especial de Intervención (DEI) en deportes de combate, tiro deportivo y combate urbano. 
Algunos miembros también han sido entrenados en paracaidismo en la Escuela Superior de Tropas Especiales (ESTS) en Biskra, así como en técnicas de comando en la Escuela de Iniciación al Paracaidismo y Entrenamiento de Comando (EIPEC) en Boghar.
Además, cada año se realiza un ejercicio militar de gran envergadura en cada región militar del país, donde son entrenadas estas unidades.

## Armamento
Los agentes de los Grupos de Intervención, disponen de un armamento similar al que usa la Gendarmería Nacional.

### Armas de fuego
| Nombre                          | Imagen   | Origen                 | Tipo                   | Munición             | Fabricante              |
| Pistolas                        | Pistolas | Pistolas               | Pistolas               | Pistolas             | Pistolas                |
| ------------------------------- | -------- | ---------------------- | ---------------------- | -------------------- | ----------------------- |
| Makarov PM                      |          | Unión Soviética        | Pistola semiautomática | 9 × 18 mm Makarov    |                         |
| Caracal                         |          | Emiratos Árabes Unidos | Pistola semiautomática | 9 × 19 mm Parabellum |                         |
| Glock 17 / 18                   |          | Austria                | Pistola semiautomática | 9 × 19 mm Parabellum |                         |
| Glock 31                        |          | Austria                | Pistola semiautomática | 9 × 22 mm            |                         |
| Beretta 92                      |          | Italia                 | Pistola semiautomática | 9 × 19 mm Parabellum |                         |
| Subfusiles                      |          |                        |                        |                      |                         |
| Beretta M12                     |          | Italia                 | Subfusil               |                      |                         |
| HK MP5                          |          | Alemania               | 9 × 19 mm Parabellum   |                      | Heckler & Koch          |
| HK MP5SD                        |          | Alemania               | 9 × 19 mm Parabellum   |                      | Heckler & Koch          |
| HK MP5K                         |          | Alemania               | 9 x 19 mm Parabellum   |                      | Heckler & Koch          |
| Heckler & Koch MP7              |          | Alemania               | Subfusil               |                      |                         |
| Fusiles de asalto               |          |                        |                        |                      |                         |
| AKM                             |          | Unión Soviética        | Fusil de asalto        |                      |                         |
| Steyr AUG                       |          | Austria                | Fusil de asalto        |                      |                         |
| Heckler & Koch G36              |          | Alemania               | Fusil de asalto        |                      |                         |
| Escopetas                       |          |                        |                        |                      |                         |
| Beretta RS-202M2                |          | Italia                 | Escopeta               |                      |                         |
| Fusiles de francotirador        |          |                        |                        |                      |                         |
| Sako TRG 22 / 42                |          | Finlandia              | Fusil de francotirador |                      |                         |
| Zastava M93 Black Arrow         |          | Serbia                 | Fusil de francotirador |                      |                         |
| Fusil de francotirador Dragunov |          | Unión Soviética        | Fusil de francotirador | 7,62 × 54 mm R       | Corporación Kalashnikov |
| Ametralladoras                  |          |                        |                        |                      |                         |
| RPD                             |          | Unión Soviética        | Ametralladora ligera   | 7,62 × 39 mm         |                         |
| RPK                             |          | Unión Soviética        | Ametralladora ligera   |                      |                         |

### Armas eléctricas
| Nombre                 | Imagen                 | Origen                 | Tipo                   |
| Armas de electrochoque | Armas de electrochoque | Armas de electrochoque | Armas de electrochoque |
| ---------------------- | ---------------------- | ---------------------- | ---------------------- |
| X-26                   |                        | Estados Unidos         | Taser                  |

### Lanzagranadas acoplado
| Nombre                 | Imagen                 | Origen                  | Munición               | Fabricante                                                                   |
| Lanzagranadas acoplado | Lanzagranadas acoplado | Lanzagranadas acoplado  | Lanzagranadas acoplado | Lanzagranadas acoplado                                                       |
| ---------------------- | ---------------------- | ----------------------- | ---------------------- | ---------------------------------------------------------------------------- |
| GP-25                  |                        | Argelia Unión Soviética | Granada de 40 mm       | Empresa de Construcciones Mecánicas de KhenchelaKBP Instrument Design Bureau |

## Equipamiento
- Aerosol de pimienta
- Casco antidisturbios
- Chaleco antibalas
- Escudo antidisturbios
- Esposas
- Gafas protectoras
- Granada aturdidora
- Granada de humo
- Guantes
- Lanzagranadas
- Máscara antigás
- Rodilleras
- Tonfa

## Vehículos

### Automóviles
| Nombre                    | Imagen | Origen          | Tipo                          |
| ------------------------- | ------ | --------------- | ----------------------------- |
| Toyota Corolla            |        | Japón           | Automóvil de turismo          |
| Subaru Impreza            |        | Japón           | Automóvil de turismo          |
| Hyundai i30               |        | Corea del Sur   | Automóvil de turismo          |
| Volkswagen Golf V         |        | Alemania        | Automóvil de turismo          |
| Volkswagen Polo IV        |        | Alemania        | Automóvil de turismo          |
| Peugeot 307               |        | Francia         | Automóvil de turismo          |
| Škoda Rapid               |        | República Checa | Automóvil de turismo          |
| Hyundai Santa Fe          |        | Corea del Sur   | Crossover                     |
| Tata Safari               |        | India           | Crossover                     |
| Toyota Land Cruiser       |        | Japón           | Vehículo utilitario deportivo |
| Toyota Land Cruiser Prado |        | Japón           | Vehículo utilitario deportivo |
| Nissan Patrol             |        | Japón           | Vehículo todoterreno          |
| Mercedes-Benz Clase G     |        | Alemania        | Vehículo todoterreno          |
| Ford F-150                |        | Estados Unidos  | Pickup                        |
| Iveco Daily               |        | Italia          | Furgoneta                     |
| Mercedes-Benz Sprinter    |        | Alemania        | Furgoneta                     |
| SNVI 18 L4                |        | Argelia         | Furgoneta                     |
| SNVI M120                 |        | Argelia         | Camión militar                |

### Blindados
| Nombre         | Imagen | Origen                 | Tipo                                |
| -------------- | ------ | ---------------------- | ----------------------------------- |
| Fahd 200       |        | Egipto                 | Transporte blindado de personal     |
| BCL M-5        |        | Argelia                | Transporte blindado de personal     |
| Panhard M3     |        | Francia                | Transporte blindado de personal     |
| Panhard AML-60 |        | Francia                | Automóvil blindado militar          |
| NIMR ISV       |        | Emiratos Árabes Unidos | Vehículo de movilidad de infantería |

### Helicópteros
| Nombre                        | Imagen | Origen  | Tipo                   |
| ----------------------------- | ------ | ------- | ---------------------- |
| AgustaWestland AW109          |        | Italia  | Helicóptero utilitario |
| Eurocopter AS350 Ecureuil     |        | Francia | Helicóptero ligero     |
| Eurocopter AS355 Ecureuil 2   |        | Francia | Helicóptero ligero     |
| Aérospatiale AS550/555 Fennec |        | Francia | Helicóptero utilitario |

### Motocicletas
| Nombre      | Imagen | Origen   | Tipo        |
| ----------- | ------ | -------- | ----------- |
| BMW K100RS  |        | Alemania | Motocicleta |
| BMW R1100RT |        | Alemania | Motocicleta |
| BMW R1200RT |        | Alemania | Motocicleta |